# Center Color
center color è l'undicesimo album della cantante giapponese Megumi Hayashibara uscito il 7 gennaio 2004 per la King Records. L'album ha raggiunto la decima posizione della classifica degli album più venduti in Giappone.

## Tracce
1. Koibumi <remix version> - 4:06
2. Omokage (おもかげ) - 3:42
3. Brave Heart  <moon shake version> - 4:26
4. Treat or Goblins - 3:48
5. Cream Puff Shuffle <MEGUMIX version> - 5:10
6. Anta no Kokoro ni (あなたの心に) - 3:14
7. Shiawase wa Chiisa na Tsumikasane (幸せは小さなつみかさね) - 5:27
8. Kimi Sae Ireba (君さえいれば) - 4:12
9. faint love - 4:14
10. Asa Hitsujiki Yoru Watari (朝未き・夜渡り) - 5:01
11. Da・i・ki・ra・i (だ・い・き・ら・い) - 5:38
12. Northern lights - 3:29
13. Northern lights <ballade version> - 5:16
14. Zankoku na tenshi no these <A.D. 2001 Mix> (残酷な天使のテーゼ)  - 4:45